# 病院坂の首縊りの家
『病院坂の首縊りの家』（びょういんざかのくびくくりのいえ）は、横溝正史の長編推理小説。「金田一耕助シリーズ」の一作。『野性時代』に1975年から1977年まで連載された。
本作を原作にした映像作品に、2014年現在で映画とテレビドラマが1作品ずつある。
「金田一耕助最後の事件」として知られる。

## 概要
本作は、1975年から『野性時代』誌に22回にわたって連載された長編であるが、『宝石』1954年7月号に掲載されたものの横溝の病気のため中絶した短編「病院横町の首縊りの家」が原型になっている。完成した長編は2部構成になっており、生首風鈴事件が発生し、迷宮入りになるまでが第1部（角川文庫版・上巻）、20年後、新たに連続殺人事件が発生し全てが解決するまでが第2部（角川文庫版・下巻）である。エッセイ『真説金田一耕助』によると、当初中編規模の予定で連載が始まったが、書いている途中でどんどん話が伸びて予定の数倍の長さになってしまったという。同エッセイでは「年をとるとくどくなる」としながら、「一冊で長編二冊分楽しめるものになった」と述べている。そうした経緯もあり、連載終了から単行本刊行まで手を加えるために1年以上の間があいている。

## エピソード
舞台は東京都港区の高輪であるが、作中の「病院坂」の描写に正確に符合する坂道が実際にある。高松宮邸のすぐ脇、魚籃坂下方向へ向かって下る急な坂道で、作中における付近の建物（作中では高松宮邸は名こそ明記がないが、門の位置などが符合）及び路地の描写、近隣の交番（高輪二丁目交番）の位置などが正確で、横溝が当地を取材した状況がうかがえる。この坂道には特段の名称はないが、付近住民には、坂下に所在するスーパーマーケット「ピーコック」の名をとって「ピーコック坂」の名が定着している。
「病院坂」の名称は、劇中で病院の由来にちなんだ設定が登場しているものの、東京・世田谷区成城の横溝の自宅から徒歩で10分程度のところに、実際に「病院坂」と呼ばれる坂が存在する。位置的には区立明正小学校の近くであり、付近住民であれば「病院坂」の名で通るくらい浸透している。ところがこの地には、現在もかつても病院が存在したことがなく、その名前の由来については諸説あって、現地に長く暮らす住民でも首を傾げるのが実情である。小説冒頭でも、都下に「病院坂」と名のつく場所は多い、と横溝も書き添えている。
芦辺拓は、『病院横町の首縊りの家』という題はエドガー・アラン・ポーの『モルグ街の殺人』を森鷗外が翻訳した『病院横町の殺人犯』から採ったのではないかと述べている。また中島河太郎は、法眼鉄馬のモデルとして森鷗外を挙げている。

## ストーリー
1953年（昭和28年）、港区高輪にある本條写真館の長男・直吉はある晩、女性から奇妙な結婚記念写真の出張撮影を依頼される。かつて女性が自殺したといういわくつきの廃墟での撮影は終えたが、不安を感じた直吉は金田一耕助に調査を依頼する。時を同じくして金田一は、その廃墟の所有者である法眼弥生から孫の由香利の行方を捜索して欲しいとの依頼を受ける。それから数日後、再び撮影の依頼を受け廃墟を訪れた直吉は、そこで風鈴のように天井から吊り下げられた男性の生首を発見した。
その後事件は迷宮入りし、発生から20年後の1973年（昭和48年）、金田一耕助は、警視庁を定年退職し秘密探偵事務所を開設した等々力大志の元を訪れる。事件に関連して本條直吉が何者かに命を狙われているという話があり、金田一は等々力とともに直吉の身辺警護にあたるが、その矢先、直吉は殺されてしまう。
金田一耕助をもってしても解決までに20年を要した事件である。事件解決後、金田一は世話になった人々に巨額の寄付をし、米国に姿を消し消息不明となる。金田一耕助、最後の事件となった。

## 登場人物

### 上巻から登場の人物
金田一耕助（きんだいち こうすけ）
私立探偵。
成城の先生（せいじょう の せんせい）
金田一の活躍を小説化して記録している作家。作者（横溝正史）自身がモデルと考えられる人物。
等々力大志（とどろき だいし）
警視庁警部。下巻では、秘密探偵事務所所長。
多門修（たもん しゅう）
クラブ「K・K・K」の用心棒。下巻では、クラブ「K・K・K」の総支配人。
風間俊六（かざま しゅんろく）
風間建設社長。金田一の友人。
山崎（やまざき）
緑が丘荘管理人。下巻では、緑が丘マンション管理人。
山崎よし江（やまざき よしえ）
山崎の妻。
真田（さなだ）
警視庁高輪署警部補。
芥川（あくたがわ）
警視庁大崎署警部補。
塩月（しおつき）
警視庁渋谷署警部補。
加納（かのう）
警視庁高輪署刑事。下巻では、警視庁捜査一課警部。
坂井（さかい）
警視庁大崎署刑事。
新井（あらい）
警視庁捜査一課刑事。
寺坂吉蔵（てらさか きちぞう）
警視庁病院坂上派出所巡査。
葉山（はやま）
警視庁病院坂上派出所巡査。
今西（いまにし）
警視庁病院坂上派出所巡査。
山本（やまもと）
医者。高輪署の嘱託医。
古垣（ふるがき）
法医学者。医学博士。
加賀（かが）
古垣博士の助手。
法眼琢磨（ほうげん たくま）
藩医。
法眼鉄馬（ほうげん てつま）
琢磨の息子。軍医だったが、汚職事件で辞職。法眼病院創設者。幼名、銀之助。
法眼朝子（ほうげん あさこ）
鉄馬の妻。旧姓、五十嵐。
五十嵐千鶴（いがらし ちず）
鉄馬の異母妹。旧姓、法眼。桜井健一と死別し、五十嵐猛蔵に再嫁。
桜井健一（さくらい けんいち）
千鶴の最初の夫。日清戦争の最中、澎湖島で戦死。
宮坂すみ（みやさか すみ）
鉄馬の妾。
法眼琢也（ほうげん たくや）
鉄馬とすみの息子。妾腹のため宮坂姓を名乗っていたが、鉄馬の養子となる。
法眼弥生（ほうげん やよい）
千鶴と健一の娘で、琢也の妻。当初は桜井姓を名乗っていたが、母の連れ子として五十嵐猛蔵の養女となる。五十嵐産業会長兼法眼病院理事長。
法眼万里子（ほうげん まりこ）
琢也と弥生の娘。既に軽井沢で交通事故死。
法眼三郎（ほうげん さぶろう）
万里子の夫、婿養子。旧姓、吉沢。琢也の弟子の外科医で、軽井沢で妻と共に事故死。
法眼由香利（ほうげん ゆかり）
万里子と三郎の娘。下巻では、五十嵐産業会長代行。
五十嵐剛蔵（いがらし ごうぞう）
琢磨の盟友。政商。
五十嵐猛蔵（いがらし たけぞう）
剛蔵の息子で、朝子の弟。千鶴の二番目の夫。
五十嵐泰蔵（いがらし やすぞう）
千鶴と猛蔵の息子。東京大空襲で死亡。
五十嵐光枝（いがらし みつえ）
泰蔵の妻。旧姓、田辺。元々は五十嵐家の女中。
五十嵐透（いがらし とおる）
泰蔵と光枝の息子。ガダルカナル島で戦死。
五十嵐滋（いがらし しげる）
透が中学4年のときにできた子で、手切れ金を渡して生母から引き取り、泰蔵の子として入籍した。下巻では法眼家の婿養子・由香利の夫「法眼滋」となり、五十嵐産業社長・本條会館重役。
本條徳兵衛（ほんじょう とくべえ）
泉岳寺の近くにある本條写真館当主。
本條紋十郎（ほんじょう もんじゅうろう）
徳兵衛の父。
本條権之助（ほんじょう ごんのすけ）
紋十郎の父。本條写真館創始者。
本條直吉（ほんじょう なおきち）
徳兵衛の息子。下巻では、本條会館会長。
兵頭房太郎（ひょうどう ふさたろう）
徳兵衛の弟子。戦災孤児として徳兵衛に育てられた。下巻では、ヌードカメラマン。
山内冬子（やまうち ふゆこ）
琢也の妾。旧姓、佐藤。日本画家の夫を亡くし、継子の敏男と共に池の端の妾宅に囲われていた。
山内敏男（やまうち としお）
ジャズ・コンボ「アングリー・パイレーツ（怒れる海賊たち）」のリーダーで、トランペット。ニックネームは「サムソン野郎の敏（びん）ちゃん」。山内冬子の継子（亡夫の連れ子）。
山内小雪（やまうち こゆき）
ジャズ・コンボ「アングリー・パイレーツ」ボーカル。ニックネームは「コイちゃん」、または「コユちゃん」。法眼琢也と山内冬子の娘。周囲は山内敏男の異父妹と認識していたが、実は血のつながらない妹。
秋山浩二（あきやま こうじ）
ジャズ・コンボ「アングリー・パイレーツ」ピアノ。ニックネームは「フロリダの風ちゃん」で、芸名は「風太郎」。山藤道具店の息子。下巻では、本名で作曲家として活動。
佐川哲也（さがわ てつや）
ジャズ・コンボ「アングリー・パイレーツ」ドラム。ニックネームは「テキサスの哲ちゃん」。元自動車修理士。下巻では、バンド「ザ・パイレーツ」バンド・マスター。
原田雅実（はらだ まさみ）
ジャズ・コンボ「アングリー・パイレーツ」サックス。ニックネームは「マイアミのまあちゃん」。元配線工。下巻では、原田商会会長。
吉沢平吉（よしざわ へいきち）
ジャズ・コンボ「アングリー・パイレーツ」ギター。ニックネームは「屁っぴり腰の平ちゃん」。元銀行員。下巻では、三栄日曜大工センターマネージャー。
加藤謙三（かとう けんぞう）
ジャズ・コンボ「アングリー・パイレーツ」見習い。下巻では、流しの演歌歌手。
伊藤泰子（いとう やすこ）
いとう荘大家。
伊藤貞子（いとう さだこ）
泰子の娘。下巻では、佐川家の家政婦。
井上良成（いのうえ よしなり）
作詞家。
井上美禰子（いのうえ みねこ）
良成の後妻。元歌手。
森ひろし（もり ひろし）
演歌歌手。
杉田誠（すぎた まこと）
芝高輪郵便局局員。
山田吉太郎（やまだ よしたろう）
病院坂の近くに住む人。
張潮江（ちょう しおえ）
詩人。ペンネームは「張嘉門」。
お妙（おたえ）
銀座の上方料理「ひさご」の女中。
お清（おきよ）
割烹旅館「松月」の女中。

### 下巻から登場の人物
等々力栄志（とどろき えいじ）
警視庁警部補。等々力警部の息子。
菊池寛子（きくち ひろ子）
風間俊六の元愛人。クラブ「K・K・K」の共同経営者。
栗原（くりはら）
警視庁玉川署警部補。
甲賀（こうか）
警視庁高輪署警部補。
法眼鉄也（ほうげん てつや）
由香利と滋の息子。浪人生。
喜多村（きたむら）
琢也の弟子。法眼病院院長。弥生の主治医。
遠藤多津子（えんどう たつこ）
弥生の付き添いの看護婦。
里子（さとこ）
法眼家女中。
本條文子（ほんじょう ふみこ）
直吉の妻。
本條徳彦（ほんじょう とくひこ）
直吉と文子の息子。鉄也の友人。
本條直子（ほんじょう なおこ）
直吉と文子の娘で徳彦の妹。
石川鏡子（いしかわ きょうこ）
直吉の秘書。
伊東俊吾（いとう しゅんご）
本條会館専務兼支配人。
加山又造（かやま またぞう）
直吉の運転手。
高畑英治（たかはた えいじ）
温故知新館管理主任。
関根美穂（せきね みほ）
鉄也の恋人。
関根健造（せきね けんぞう）
美穂の父。外交官。
関根玄竜（せきね げんりゅう）
美穂の祖父。彫刻家。
関根いと子（せきね いとこ）
玄竜の妻。
関根竜一郎（せきね りゅういちろう）
美穂の伯父。大学教授。
関根幾久子（せきね きくこ）
竜一郎の妻。
町田啓子（まちだ けいこ）
美穂の友人。
倉持六助（くらもち ろくすけ）
三栄日曜大工センター社員。
早瀬藤造（はやせ とうぞう）
三栄日曜大工センター社員。
香川信治郎（かがわ しんじろう）
三栄日曜大工センター社員。
山本七郎（やまもと しちろう）
三栄日曜大工センター社員。
お八重（おやえ）
赤提灯「ちぐさ」の店員。
チャコ
ヌードモデル。

## 家系図
|  |  |  |  |                   |                   |                   |                   |                         |                         |                         |                         | 法眼琢磨                | 法眼琢磨                | 法眼琢磨 | 法眼琢磨 | 法眼琢磨   | 法眼琢磨   |            |            |                 |                 |                 |                 |                 |                 |              |              |              |              |          |          |                           |                           |                           |                           | 五十嵐剛蔵                | 五十嵐剛蔵                | 五十嵐剛蔵     | 五十嵐剛蔵     | 五十嵐剛蔵     | 五十嵐剛蔵     |               |               |               |               |      |      |      |      |      |      |               |               |               |               |               |               |              |              |              |              |  |  |
|  |  |  |  |                   |                   |                   |                   |                         |                         |                         |                         | 法眼琢磨                | 法眼琢磨                | 法眼琢磨 | 法眼琢磨 | 法眼琢磨   | 法眼琢磨   |            |            |                 |                 |                 |                 |                 |                 |              |              |              |              |          |          |                           |                           |                           |                           | 五十嵐剛蔵                | 五十嵐剛蔵                | 五十嵐剛蔵     | 五十嵐剛蔵     | 五十嵐剛蔵     | 五十嵐剛蔵     |               |               |               |               |      |      |      |      |      |      |               |               |               |               |               |               |              |              |              |              |  |  |
|  |  |  |  |                   |                   |                   |                   |                         |                         |                         |                         |                         |                         |          |          |            |            |            |            |                 |                 |                 |                 |                 |                 |              |              |              |              |          |          |                           |                           |                           |                           |                           |                           |                |                |                |                |               |               |               |               |      |      |      |      |      |      |               |               |               |               |               |               |              |              |              |              |  |  |
|  |  |  |  | 桜井健一 【戦死】 | 桜井健一 【戦死】 | 桜井健一 【戦死】 | 桜井健一 【戦死】 | 桜井健一 【戦死】       | 桜井健一 【戦死】       |                         |                         | 千鶴                    | 千鶴                    | 千鶴     | 千鶴     | 千鶴       | 千鶴       |            |            | 宮坂すみ 【妾】 | 宮坂すみ 【妾】 | 宮坂すみ 【妾】 | 宮坂すみ 【妾】 | 宮坂すみ 【妾】 | 宮坂すみ 【妾】 |              |              | 鉄馬         | 鉄馬         | 鉄馬     | 鉄馬     | 鉄馬                      | 鉄馬                      |                           |                           | （五十嵐）朝子            | （五十嵐）朝子            | （五十嵐）朝子 | （五十嵐）朝子 | （五十嵐）朝子 | （五十嵐）朝子 |               |               | 猛蔵          | 猛蔵          | 猛蔵 | 猛蔵 | 猛蔵 | 猛蔵 |      |      | 千鶴 【再婚】 | 千鶴 【再婚】 | 千鶴 【再婚】 | 千鶴 【再婚】 | 千鶴 【再婚】 | 千鶴 【再婚】 |              |              |              |              |  |  |
|  |  |  |  | 桜井健一 【戦死】 | 桜井健一 【戦死】 | 桜井健一 【戦死】 | 桜井健一 【戦死】 | 桜井健一 【戦死】       | 桜井健一 【戦死】       |                         |                         | 千鶴                    | 千鶴                    | 千鶴     | 千鶴     | 千鶴       | 千鶴       |            |            | 宮坂すみ 【妾】 | 宮坂すみ 【妾】 | 宮坂すみ 【妾】 | 宮坂すみ 【妾】 | 宮坂すみ 【妾】 | 宮坂すみ 【妾】 |              |              | 鉄馬         | 鉄馬         | 鉄馬     | 鉄馬     | 鉄馬                      | 鉄馬                      |                           |                           | （五十嵐）朝子            | （五十嵐）朝子            | （五十嵐）朝子 | （五十嵐）朝子 | （五十嵐）朝子 | （五十嵐）朝子 |               |               | 猛蔵          | 猛蔵          | 猛蔵 | 猛蔵 | 猛蔵 | 猛蔵 |      |      | 千鶴 【再婚】 | 千鶴 【再婚】 | 千鶴 【再婚】 | 千鶴 【再婚】 | 千鶴 【再婚】 | 千鶴 【再婚】 |              |              |              |              |  |  |
|  |  |  |  |                   |                   |                   |                   |                         |                         |                         |                         |                         |                         |          |          |            |            |            |            |                 |                 |                 |                 |                 |                 |              |              |              |              |          |          |                           |                           |                           |                           |                           |                           |                |                |                |                |               |               |               |               |      |      |      |      |      |      |               |               |               |               |               |               |              |              |              |              |  |  |
|  |  |  |  |                   |                   |                   |                   | （桜井）弥生            | （桜井）弥生            | （桜井）弥生            | （桜井）弥生            | （桜井）弥生            | （桜井）弥生            |          |          |            |            |            |            |                 |                 |                 |                 | （宮坂）琢也    | （宮坂）琢也    | （宮坂）琢也 | （宮坂）琢也 | （宮坂）琢也 | （宮坂）琢也 |          |          | （佐藤）冬子 【琢也の妾】 | （佐藤）冬子 【琢也の妾】 | （佐藤）冬子 【琢也の妾】 | （佐藤）冬子 【琢也の妾】 | （佐藤）冬子 【琢也の妾】 | （佐藤）冬子 【琢也の妾】 |                |                | 山内 【故人】  | 山内 【故人】  | 山内 【故人】 | 山内 【故人】 | 山内 【故人】 | 山内 【故人】 |      |      | 泰蔵 | 泰蔵 | 泰蔵 | 泰蔵 | 泰蔵          | 泰蔵          |               |               | （田辺）光枝  | （田辺）光枝  | （田辺）光枝 | （田辺）光枝 | （田辺）光枝 | （田辺）光枝 |  |  |
|  |  |  |  |                   |                   |                   |                   | （桜井）弥生            | （桜井）弥生            | （桜井）弥生            | （桜井）弥生            | （桜井）弥生            | （桜井）弥生            |          |          |            |            |            |            |                 |                 |                 |                 | （宮坂）琢也    | （宮坂）琢也    | （宮坂）琢也 | （宮坂）琢也 | （宮坂）琢也 | （宮坂）琢也 |          |          | （佐藤）冬子 【琢也の妾】 | （佐藤）冬子 【琢也の妾】 | （佐藤）冬子 【琢也の妾】 | （佐藤）冬子 【琢也の妾】 | （佐藤）冬子 【琢也の妾】 | （佐藤）冬子 【琢也の妾】 |                |                | 山内 【故人】  | 山内 【故人】  | 山内 【故人】 | 山内 【故人】 | 山内 【故人】 | 山内 【故人】 |      |      | 泰蔵 | 泰蔵 | 泰蔵 | 泰蔵 | 泰蔵          | 泰蔵          |               |               | （田辺）光枝  | （田辺）光枝  | （田辺）光枝 | （田辺）光枝 | （田辺）光枝 | （田辺）光枝 |  |  |
|  |  |  |  |                   |                   |                   |                   |                         |                         |                         |                         |                         |                         |          |          |            |            |            |            |                 |                 |                 |                 |                 |                 |              |              |              |              |          |          |                           |                           |                           |                           |                           |                           |                |                |                |                |               |               |               |               |      |      |      |      |      |      |               |               |               |               |               |               |              |              |              |              |  |  |
|  |  |  |  |                   |                   |                   |                   | （吉沢）三郎 【婿養子】 | （吉沢）三郎 【婿養子】 | （吉沢）三郎 【婿養子】 | （吉沢）三郎 【婿養子】 | （吉沢）三郎 【婿養子】 | （吉沢）三郎 【婿養子】 |          |          | 法眼万里子 | 法眼万里子 | 法眼万里子 | 法眼万里子 | 法眼万里子      | 法眼万里子      |                 |                 |                 |                 |              |              | 山内小雪     | 山内小雪     | 山内小雪 | 山内小雪 | 山内小雪                  | 山内小雪                  |                           |                           |                           |                           |                |                | 山内敏男       | 山内敏男       | 山内敏男      | 山内敏男      | 山内敏男      | 山内敏男      |      |      |      |      |      |      | 五十嵐透      | 五十嵐透      | 五十嵐透      | 五十嵐透      | 五十嵐透      | 五十嵐透      |              |              |              |              |  |  |
|  |  |  |  |                   |                   |                   |                   | （吉沢）三郎 【婿養子】 | （吉沢）三郎 【婿養子】 | （吉沢）三郎 【婿養子】 | （吉沢）三郎 【婿養子】 | （吉沢）三郎 【婿養子】 | （吉沢）三郎 【婿養子】 |          |          | 法眼万里子 | 法眼万里子 | 法眼万里子 | 法眼万里子 | 法眼万里子      | 法眼万里子      |                 |                 |                 |                 |              |              | 山内小雪     | 山内小雪     | 山内小雪 | 山内小雪 | 山内小雪                  | 山内小雪                  |                           |                           |                           |                           |                |                | 山内敏男       | 山内敏男       | 山内敏男      | 山内敏男      | 山内敏男      | 山内敏男      |      |      |      |      |      |      | 五十嵐透      | 五十嵐透      | 五十嵐透      | 五十嵐透      | 五十嵐透      | 五十嵐透      |              |              |              |              |  |  |
|  |  |  |  |                   |                   |                   |                   |                         |                         |                         |                         |                         |                         |          |          |            |            |            |            |                 |                 |                 |                 |                 |                 |              |              |              |              |          |          |                           |                           |                           |                           |                           |                           |                |                |                |                |               |               |               |               |      |      |      |      |      |      |               |               |               |               |               |               |              |              |              |              |  |  |
|  |  |  |  |                   |                   |                   |                   |                         |                         |                         |                         | 由香利                  | 由香利                  | 由香利   | 由香利   | 由香利     | 由香利     |            |            |                 |                 |                 |                 |                 |                 |              |              |              |              |          |          |                           |                           |                           |                           |                           |                           |                |                |                |                |               |               |               |               |      |      |      |      |      |      | 滋            | 滋            | 滋            | 滋            | 滋            | 滋            |              |              |              |              |  |  |
|  |  |  |  |                   |                   |                   |                   |                         |                         |                         |                         | 由香利                  | 由香利                  | 由香利   | 由香利   | 由香利     | 由香利     |            |            |                 |                 |                 |                 |                 |                 |              |              |              |              |          |          |                           |                           |                           |                           |                           |                           |                |                |                |                |               |               |               |               |      |      |      |      |      |      | 滋            | 滋            | 滋            | 滋            | 滋            | 滋            |              |              |              |              |  |  |
|  |  |  |  |                   |                   |                   |                   |                         |                         |                         |                         |                         |                         |          |          |            |            |            |            |                 |                 |                 |                 |                 |                 |              |              |              |              |          |          |                           |                           | 鉄也                      |                           |                           |                           |                |                |                |                |               |               |               |               |      |      |      |      |      |      |               |               |               |               |               |               |              |              |              |              |  |  |

（）内は旧姓
物語の進行に伴って明らかとなる真の親子関係は反映されていない。
映画版では三郎・万里子・透・鉄也が省略され、原作の万里子と透の位置に由香利と滋が入っている。

## 原型短編
本作の原型となった短編「病院横町の首縊りの家」は『宝石』1954年7月号に掲載され、全3回の予定とアナウンスされていた。しかし、結婚記念写真の撮影を依頼されて「首縊りの家」へ出向いたところ新郎新婦しか居らず、花嫁の様子がおかしかったという、長編冒頭部の一部に相当する状況を提示した1回のみで中絶している。依頼された原稿に見合う事件を求めて金田一を訪ねた作者に、着手直後でまだ何とも判断のくだしようがない事件として金田一が提示したという設定である。長編と違って現場は東京都西部のS町、写真館は夫婦2人だけで経営しており、花嫁と思われる人物は撮影の30時間前に死亡、花婿は旅役者一座の座頭を務める女形という設定になっている。花嫁の名は「お雪」で、少し設定を変えて長編に踏襲されている。
横溝による執筆が中絶したあと、当初は大坪砂男により完結編が執筆予定とアナウンスされるが実現せず、横溝側と編集部が相談の上で、岡田鯱彦と岡村雄輔の両名の手により2種類の結末が描かれ、同誌同年11月号に掲載された。前者では岡山県警から警視庁へ異動したという設定の磯川警部が、後者では岡村自身の作品において名探偵の協力者である熊座警部補が、それぞれ金田一のパートナーとして登場する。また大坪は後に本作の設定を生かした『ある夢見術師の話』を発表している。

## 映画

### 1979年版
1979年5月26日に公開された。東宝、監督は市川崑、主演は石坂浩二。

## テレビドラマ

### 1992年版
『名探偵・金田一耕助シリーズ・病院坂の首縊りの家』は、TBS系列で1992年12月28日に放送された。
1979年版映画の改変を少なからず継承している。
- 原作前半部の要素のみから展開させて物語を構成している。
- 原作では死体遺棄のみで殺人はしていない法眼弥生が2名を殺害した。
- 弥生は養父の五十嵐猛蔵との情事により妊娠出産している。ただし、その子は冬子ではなく敏男である。
- 千鶴は病臥しつつも生きている（ただし、東宝映画版のような屋根裏部屋ではなく、地下室）。
- 由香利は弥生の子で、万里子夫妻の存在は省略されており、原作での万里子の役割の一部（たとえば冬子への応対、ただし弥生の応対を中断させる形）が由香利に割り当てられている。
- 由香利は敏男と争っている間に頭を強打して死亡し、敏男は自殺した（ただし、鋏による刺傷）。
- 徳兵衛は弥生を恐喝して得た資金による本條写真館の改築計画を語る。
- 徳兵衛は直吉が偽の撮影依頼で不在の間に弥生に殺害される（ただし、刺殺）。
- 小雪が由香利になりかわっていることに吉沢平次（原作の平吉）が気づき、山内兄妹の隠れ家で弥生に殺害される（ただし、撲殺）。
- 金田一は風鈴を手がかりに東北地方へ調査に行く。
- 最後に弥生が病院跡で自殺し、そのあと金田一が徳兵衛の恐喝ネタであった写真乾板を地面に叩きつけて割る。

なお、直吉が等々力の紹介で金田一に調査依頼し、その前に金田一が法眼家から由香利の捜索を依頼されていたという原作の設定は残されている。また、病院坂の所在も原作通り高輪である。中盤で原作に類似する小雪の告白書が警察に届き、等々力はそれで事件解決としてしまう。その直後、弥生と由香利（実は小雪）の会話で、由香利と小雪の入れ替わりが視聴者に明かされる。
本作独自の設定としては以下のようなものがある。
- 故人の名のうち、法眼琢磨を法眼團次郎に、法眼鉄馬を法眼鉄磨に変更しており、朝子は鉄磨ではなく團次郎の妻である。
- 弥生は千鶴が父の病院の医師との不倫によって産んだ子である。
- 猛蔵は20年前に上海に渡り行方不明とされているが、実は帰国後に千鶴が斧で殺害している（原作では自然死、映画では争っていて転落死）。琢也の墓が傾いていることを不審に思った金田一と直吉が掘り返し、頭に裂傷がある骸骨を発見し、歯の治療痕で猛蔵だと特定する。
- 冬子は亡夫との間に実子が無く、出自を知らされずに敏男を貰いうけていた。
- 滋は猛蔵の息子であり、泰蔵光枝の夫婦や透の存在は省略されている。弥生が琢也と死別したあと再婚して[4]病院長を務めている。
- 滋は直吉が徳兵衛殺害を発見したとき現場にいて逮捕され、看護婦との不倫をネタに徳兵衛から恐喝され直吉不在の状況を作ったうえ殺害したと供述するが、実は弥生が電話で恐喝を受けている現場を目撃し、庇おうと行動していた。滋にも殺意があり、偽の撮影依頼で直吉を呼び出したが、弥生が先んじて殺害していた。
- 千鶴は最後に弥生が毒殺する。

なお、アングリーパイレーツの活動は具体的に描写されず、山内兄妹と吉沢以外のメンバーは登場しない。また、兵頭房太郎も登場せず、金田一を含む3人が生首風鈴を発見した。
キャスト
- 金田一 - 古谷一行
- 法眼弥生 - 山本陽子
- 法眼由香利・山内小雪 - 川上麻衣子（幼少期：福岡香純）
- 山内敏男 - 宇梶剛士（幼少期：植田雅人）
- 山内冬子 - あいはら友子
- 法眼琢也 - 西園寺章雄
- 五十嵐猛蔵 - 岡田正典
- 五十嵐千鶴 - 伊吹友木子
- 吉沢平次 - 高山広
- 本條徳兵衛 - 梅津栄
- 本條直吉 - 光石研
- 法眼滋 - 河原崎建三
- 等々力警部 - ハナ肇

スタッフ
- 企画 - 大下晴義、樋口祐三
- プロデューサー - 細井保伯、浜井誠
- 脚本 - 高村美智子
- 音楽 - 真鍋理一郎
- 撮影 - 宮島正弘
- 照明 - 中岡源権
- 美術 - 丸井一利
- 録音 - 小西進
- 編集 - 谷口登司夫
- 制作協力 - 映像京都
- 企画協力 - 角川春樹事務所、かとう企画
- 監督 - 関本郁夫
- 制作 - 東阪企画、TBS